# Округ Сент Крој (Висконсин)
Сент Крој (енгл. St. Croix County) је округ у америчкој савезној држави Висконсин.

## Демографија
По попису из 2010. године број становника је 84.345, што је 21.19 (33,6%) становника више него 2000. године.
| Група             | 2000.          | 2010.          |
| Белци             | 61.525 (97,4%) | 79.895 (94,7%) |
| Афроамериканци    | 177 (0,3%)     | 552 (0,7%)     |
| Азијати           | 389 (0,6%)     | 900 (1,1%)     |
| Хиспаноамериканци | 483 (0,8%)     | 1.692 (2,0%)   |
| Укупно            | 63.155         | 84.345         |